# 絕對陰謀
《絕對陰謀》（英語：State of Play）是一部2009年上演的政治驚悚片，改編自2003年英國廣播公司第一台同名影集。內容除了將原本長6個小時的系列情節濃縮、以適應2小時的電影格式外，同時也將背景設定改為華盛頓哥倫比亞特區。本部電影由馬修·麥可·卡納漢、東尼·吉羅伊、彼得·摩根與比利·雷共同編劇，並由凱文·麥克唐納執導。
影片講述一名記者（羅素·克洛飾演）由追查大學同學美國國會議員（班·艾佛列克飾演）的情婦意外死亡事件開始，進而引發出許多不為人知的內幕。共同主演的有瑞秋·麥克亞當斯、海倫·米倫、傑森·貝特曼、羅賓·萊特·潘以及傑夫·丹尼爾斯。導演凱文·麥克唐納表示，本片受到1970年代美國電影的影響，含蓋了美國國土安全、新聞獨立、政客與新聞界之間等議題。本部電影在2009年4月17日北美上映。

## 劇情
在陰暗角落裡全力奔逃的小偷在暗夜遭一槍擊斃。剛好騎腳踏車送匹薩經過的人發現不對，加速逃逸時也中槍倒地。次日，經記者訪查，不走運的該名目擊者重傷住院。警方懷疑案件與毒品有關，但不打算承認。
擔任美國國會委員會主席的政治新星按時程應召開對國防承包商PointCorp的聽證會。他在會議開始前得知挑大樑的首席研究員在上班途中死於地鐵。他選擇在聽證會中公佈噩耗並落淚中止會議。
政治新星的情緒化表現令外界懷疑他與自己的首席研究員有染。同黨的國會領袖們得知真相後，要求這位年輕的新進議員退出聽證會，並收拾善後自己的私事。由於記者與議員正是大學好友，遂遭報內的新進網路女記者同事及主管逼問外遇消息的真實性，暴露出很不討喜的行事風格。
年輕議員的緋聞滿天飛，大多影射與其外遇的首席研究員為情自盡。情場事業兩失意的議員無處可去，前去失聯多年的記者好友處傾訴心事。記者為之籌劃，先穩住女方家人，再將其死因歸諸於交通意外，便能以國會議員的身份將焦點轉移至公共運輸安全上。記者將自己在的消息來源透露給向他追新聞的網路女記者同事，讓她去調地鐵的監視錄影以看出首席研究員是否自殺而死，但一無所獲。
記者以不完全合法的手段由已死小偷的手機中抄出打出去的電話記錄，竟有一通是給國會議員首席研究員的。一名女街友找上記者，將小偷最後一次得手的贜物賣給他，裡面竟有對首席研究員的跟蹤記錄，及帶空心子彈的槍。據女街友所言，她的小偷朋友得手後向來將贜物回賣給失主取利，就是在最後一次交易時被殺。女街友曾拿小偷朋友的手機打給首席研究員，想警告有人跟蹤她，但首席研究員當然已無法接聽電話。
記者通知正經由媒體進行名聲損害控管的議員好友，並將所有證據帶回報社。他將所有線索連繫起來，堅信背後有椿大陰謀。報社高層並不完全採信，但為了不錯失大新聞，打算指派資深的政治記者加入。記者卻寧可與處得不好的新進女記者搭檔。
目擊者終於醒來，但在有機會進行陳述之前被遠距離狙擊滅口。由於涉及新的命案，報社將手上的證據告知警方。由於怕其他媒體透過警方搶走他們的獨家，報社加派人力追蹤調查。正當PointCorp在聽證會中與政治新星針鋒相對的同時，記者們找出，PointCorp已然加大投資，並作好大幅擴張的準備。而女記者也發現：在目擊者被滅口前出現於醫院的人，赫然也在首席研究員落軌前的地鐵車站監視影像中。
記者找到在PointCorp的內線探詢該神秘人士，卻得知PointCorp正著手於年收入四百億的政府生意。記者再找上他的政治新星朋友驗證其可能性，得知政府所洽詢的所有國防承包商，背後都可能是PointCorp，所以PointCorp可以包攬所有的國防交易，予取予求。議員正努力找出各承包商之間的連結，本由其首席研究員總其成。記者要求議員將事情公之於眾以自保，免步其首席研究員之後塵。議員則要求記者找出堅實的證據，屆時他便會公佈一切。
記者取得神秘人的姓名及住址，前往探訪。該處的住戶否認自己是記者要找的人，但記者早已認出是他。於是打電話給警官朋友，並追躡神秘人身後，幾乎被神秘人所殺，幸警車及時趕到，但神秘人已不見蹤影。
警官對於記者擅自行動非常不高興，並告知：賣證據給記者的女街友已死，可能遭謀殺。
自稱己逝國會議員首席研究員室友的女子花枝招展地在別的媒體亮相，大談風花雪月。記者的頂頭上司總編輯對於丟掉獨家新聞感到憤怒。為了向高層交代，總編輯不顧記者們反對，堅持在當晚發佈手上掌握的資訊打對台並促進銷量。如果記者想調查出PointCorp的弊端，必須在那之前交出結果。
記者群找出，PointCorp子公司的一名公關涉入極深。記者循線找上他，恐嚇將以其為消息來源之名義公佈目前所知，除非他願意以匿名身份提供自身所知。公關終於吐實。國會議員的首席研究員由該黨國會領袖安插，以每月兩萬六千美元的報酬刺探對PointCorp的調查情報。但她與自己老闆發生男女關係並懷孕後，不願再出賣情報，因而被收拾掉。記者通知自己的國會議員朋友前來觀看採訪影片以作確認。議員得知小女友懷孕被害後傷痛不已，憤怒指責記者的一切不是，也抖露自己早知夫人與記者過去的姦情，兩人不歡而散。
記者找上國會領袖議員驗證消息準確性。國會領袖被問倒後，聲言將對報社施壓。報社編輯果然決定壓下報導，因為報社上層宣稱必須有夠份量的消息來源可供證實才能報導。記者指出，自身必定有把柄，別人的施壓才會有效。編輯以其與議員夫人的關係反唇相譏。不但報導上不了版面，記者的工作前途亦在未定之天。
雙方相持不下之際，國會議員夫妻聯袂現身報社。議員結合自身所知及記者一路告知的消息，以自毀前程的姿態說明一切。但同時，他來到報社的消息也已走漏。身為殺手的神秘人開始行動。
一直給予丈夫充份支持的議員夫人先行步出門外，在記者前去安慰她時表示已經釋然，因為丈夫的外遇對象是為每月兩萬六千美元的酬勞而來。在議員作出聲明離去後，各人為這椿大消息各自努力。記者忽然想起，議員夫人應當沒有管道知道兩萬六這個數字。他在報紙上刊登的照片上找到疑點，在要求轉告編輯延後出稿後直衝議員辦公室，質問在照片中站在議員身邊的人到底是誰——那就是差點殺了記者的神秘殺手。
議員承認那神秘人是自己於戰時曾救過一命的袍澤，但性情不穩。在對自己的首席研究員起疑後，便派這個最信得過的人去跟蹤她。豈料這名同袍基於對軍隊的忠誠而痛恨PointCorp，連帶恨上為其工作的人，在跟蹤過程中下了毒手，而議員自己也以為是PointCorp所為。
在告知已經報警後，記者離開議員辦公室。身為殺手的議員袍澤持槍接近，宣稱自己為國為友而戰。警察此時到來，在殺手對記者開槍的同時將之亂槍擊斃。
由於報紙已經延後很久，報社全體成員圍著記者看他撰寫報導。記者完稿後將女記者的名字放到自己前面，交代由女記者交稿後隻身離開。女記者交件後快步趕上記者一起走。報紙開始印刷，在同一版面上另有PointCorp執行長辭職的消息。

## 外部連結
- 官方网站
- 互联网电影数据库（IMDb）上《絕對陰謀》的资料（英文）
- TCM电影资料库上《絕對陰謀》的资料（英文）
- AllMovie上《絕對陰謀》的资料（英文）
- 豆瓣电影上《絕對陰謀》的資料 （简体中文）
- 爛番茄上《絕對陰謀》的資料（英文）
- Metacritic上《絕對陰謀》的資料（英文）
- Box Office Mojo上《絕對陰謀》的資料（英文）